# The Girl in the Other Room
The Girl in The Other Room è l'ottavo disco della cantante e pianista jazz Diana Krall, pubblicato nel 2004.
Per la prima volta l'artista incide pezzi scritti in collaborazione con il marito Elvis Costello.
Il disco raggiunse la prima posizione in Canada, Polonia e Portogallo, la seconda in Francia e Norvegia, la terza in Austria, la quarta nella Billboard 200 ed in Svezia, la quinta nel Regno Unito e Nuova Zelanda, la settima in Svizzera e l'ottava in Italia.

## Origini del disco
Diana Krall scrisse insieme al marito alcuni pezzi del disco. Diana cominciò a scrivere testi sin da giovanissima ma, come lei stessa affermò, erano piuttosto deludenti e poco profondi. Non possedeva una grande confidenza nella scrittura. Sul sito web della Verve Records Diana spiega precisamente come giunse alla stesura dei pezzi. Non fece altro che raccontare storie, sensazioni ed immagini al marito, il quale, dopo aver preso lungamente nota, riscriveva il tutto in forma più succinta e adatta alla musica.
Parallelamente a questi pezzi, nel disco si trovano anche interpretazioni di brani di Tom Waits, Joni Mitchell, Mose Allison e Chris Smither.

## Tracce
1. Stop This World (Mose Allison)
2. The Girl In The Other Room (Diana Krall/Elvis Costello)
3. Temptation (Tom Waits)
4. Almost Blue (Costello)
5. I've Changed My Address (Diana Krall/Elvis Costello)
6. Love Me Like A Man (Chris Smither)
7. I'm Pullin Through (Artur Herzog/Irene Kitchings)
8. Black Crow (Joni Mitchell)
9. Narrow Daylight (Diana Krall/Elvis Costello)
10. Abandoned Masquerade (Diana Krall/Elvis Costello)
11. I'm Coming Through (Diana Krall/Elvis Costello)
12. Departure Bay (Diana Krall/Elvis Costello)

## Formazione
- Anthony Wilson (chitarra)
- Neil Larsen (hammond, traccia 3)
- Christian McBride (basso, tracce 1,3,4,7-12)
- John Clayton (contrabbasso, tracce 2,5,6)
- Peter Erskine (batteria, tracce 1,4,7-12)
- Jeff Hamilton (batteria, tracce 2,5,6)
- Terri Lyne Carrington (batteria, traccia 3)